# Beljaevo
Beljaevo (in russo Беля́ево?) è una stazione della Metropolitana di Mosca, situata sulla Linea Kalužsko-Rižskaja; fu disegnata da V. Polikarpova, V. Klokov e L. Popov e inaugurata il 12 agosto 1974 insieme alle altre stazioni dell'estensione verso sud del ramo Kalužskij. La stazione fu costruita su una versione modificata dello standard a tre volte, con pilastri ricoperti in marmo bianco e mura piastrellate decorate con pannelli metallici ritraenti diverse storie popolari (opera di J. Bodniek e Kh. Rysin); Il pavimento è ricoperto di granito grigio. Dato che dal 1974 al 1987 la stazione costituì il capolinea sud della Linea Kalužsko-Rižskaja, oltre la stazione vi è una serie di binari di servizio utilizzati per la sosta notturna e per il cambiamento di direzione.
Beljajevo è accessibile attraverso due ingressi, entrambi collegati con sottopassi pedonali al di sotto di via Profsojuznaja all'incrocio con via Miklukho-Maklay in piazza Martin Luther King. Il traffico quotidiano di passeggeri è di circa 59.800 persone.